# Tacheng Airport
Tacheng Airport (kinesiska: 塔城机场, Tǎchéng Jīchǎng) är en flygplats i Kina. Den ligger i den autonoma regionen Xinjiang, i den nordvästra delen av landet, omkring 460 kilometer nordväst om regionhuvudstaden Ürümqi. Tacheng Airport ligger 605 meter över havet.
Runt Tacheng Airport är det ganska glesbefolkat, med 47 invånare per kvadratkilometer. Närmaste större samhälle är Qaxa, 5,2 km öster om Tacheng Airport. Trakten runt Tacheng Airport består i huvudsak av gräsmarker.
Genomsnittlig årsnederbörd är 354 millimeter. Den regnigaste månaden är juli, med i genomsnitt 45 mm nederbörd, och den torraste är september, med 17 mm nederbörd.